# Романцемент

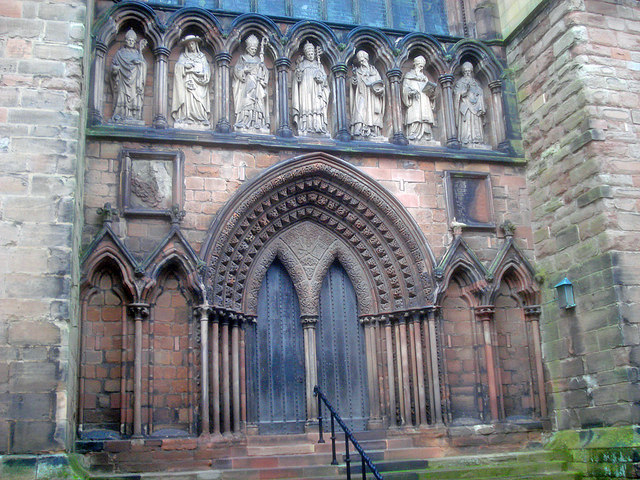
Середньовічний Лічфілдський собор, м. Лічфілд, Стаффордшир, Англія. Сім фігур собору вирізано в римському цементі.

Романцемент — гідравлічне в'яжуче. Одержують за допомогою тонкого помелу вапнякових і магнезіальних мергелів обпалених при температурі 900–1100 °С (800–900 °С, якщо мергель магнезіальний). Може містити гіпс і різні добавки. Випускається трьох марок: 25; 50 і 100. Романцемент являє собою речовину, розроблену Джеймсом Паркером в 1780-х роках, запатентована в 1796 році.
Також — цемент на основі клінкеру, отримуваного випаленням недоспікання вапнякових і магнезіальних мергелів з сумарним вмістом кремнезему і оксиду алюмінію менше 25%.